# Вишневский, Викентий Карлович
Викентий Карлович (Винцент-Карл) Вишневский (1781, Речь Посполитая — 1 (13) июня 1855, Санкт-Петербург, Российская империя) — российский астроном и геодезист. Первый профессор астрономии Петербургского университета (с 1819 по 1835 г.). Академик Петербургской АН (с 1807). Почётный член Русского географического общества.

## Биография
Родился в Речи Посполитой в 1781 году.
Астрономическое образование получил в Берлине под руководством И. Э. Боде. С 1803 года — помощник директора обсерватории Петербургской АН, а затем её директор.
Обладал исключительной остротой зрения, благодаря чему мог рассматривать объекты, невидимые для других. Например, в Петербурге Вишневский наблюдал комету 1807 года до марта 1808 года — целый месяц после того, как все астрономы Европы потеряли её из виду. Большую комету 1811 года он наблюдал в Новочеркасске с 31 июля по 17 августа 1812 года, когда она уже удалилась и все другие астрономы не могли её даже отыскать. Ф. В. Бессель назвал Вишневского виртуозом по части наблюдений и неподражаемым исследователем. Ф. В. А. Аргеландер в своем труде об определении орбиты кометы 1811 года использовал в первую очередь наблюдения Вишневского как наиболее полные из всех.
Плодотворно работал в области картографии России. В 1806—1815 годах осуществил несколько географических экспедиций, которые охватывали большую территорию — от Либавы (ныне Лиепая) до Екатеринбурга и от Мезени до Эльбруса, то есть 40 градусов по долготе и 20 по широте. Проехал в общей сложности 160 000 км. Определил географические координаты 250 населённых пунктов, в число которых вошли почти все губернские города.
С 1822 года Вишневский занимал должность астронома Адмиралтейского департамента Морского министерства. С 1827 года после преобразования министерства он стал астрономом Гидрографического депо. В 1833 году Вишневский принял участие в возглавляемой Ф. Ф. Шубертом хронометрической экспедиции, выполнившей определения долгот важных для навигации пунктов вдоль берегов и на островах Балтийского моря.
Участвовал в усовершенствовании российской системы мер и весов. Входил в состав комитета, рассматривавшего в 1830 году проект перехода с юлианского календаря на григорианский, и в состав комитета (1833), разработавшего план организации Пулковской обсерватории.
С 6 сентября 1840 года состоял в чине действительного статского советника.
Умер в Санкт-Петербурге 1 (13) июня 1855 года. Похоронен на Смоленском евангелическом кладбище.
В его честь назван открытый в 1833 году П. К. Пахтусовым мыс Вишневского к югу от залива Литке на Карском побережье острова Южный архипелага Новая Земля.

## Награды
- орден Св. Анны 2-й ст. (22.06.1819; алмазные украшения к ордену — 30.12.1826)
- орден Св. Владимира 3-й ст. (22.01.1832)